# Dichaetomyia liberia
Dichaetomyia liberia este o specie de muște din genul Dichaetomyia, familia Muscidae, descrisă de Mary Katherine Curran în anul 1935. Conform Catalogue of Life specia Dichaetomyia liberia nu are subspecii cunoscute.